# Ratkovské Bystré
Ratkovské Bystré je obec na Slovensku v okrese Revúca ležící na úpatí Veporských vrchů. Žije zde 304 obyvatel. První písemná zmínka pochází z roku 1413.
V obci se nachází klasicistní evangelický kostel z roku 1787, který byl postaven na místě staršího kostela.